# Roger Starr
Roger Starr (1918 – 2001) był oficerem wywiadu w czasie II wojny światowej. W późniejszym okresie życia, został pisarzem New York Timesa.
Jedną z książek, którą napisał nazwał "The Living End".